# Chartergus metanotalis
A Chartergus metanotalis a rovarok (Insecta) osztályának a hártyásszárnyúak (Hymenoptera) rendjébe, ezen belül a fullánkosdarázs-alkatúak (Apocrita) alrendjébe és a valódi darazsak (Vespidae) családjába tartozó faj.

## Előfordulása
A Chartergus metanotalis előfordulási területe Dél-Amerika. A neotrópusi állatvilág része.

## Életmódja
Ez a darázsfaj a nyálának és a rothadó faszövetek keverékével papírszerű vagy kartonszerű darázsfészket épít. A fészek magas és úgy néz ki, mintha rétegekből állna. Kezdetleges társadalmuk van, azaz a királynő és a dolgozók között alig van különbség, méretben majdnem azonosak.